# Fascia (Kleidung)

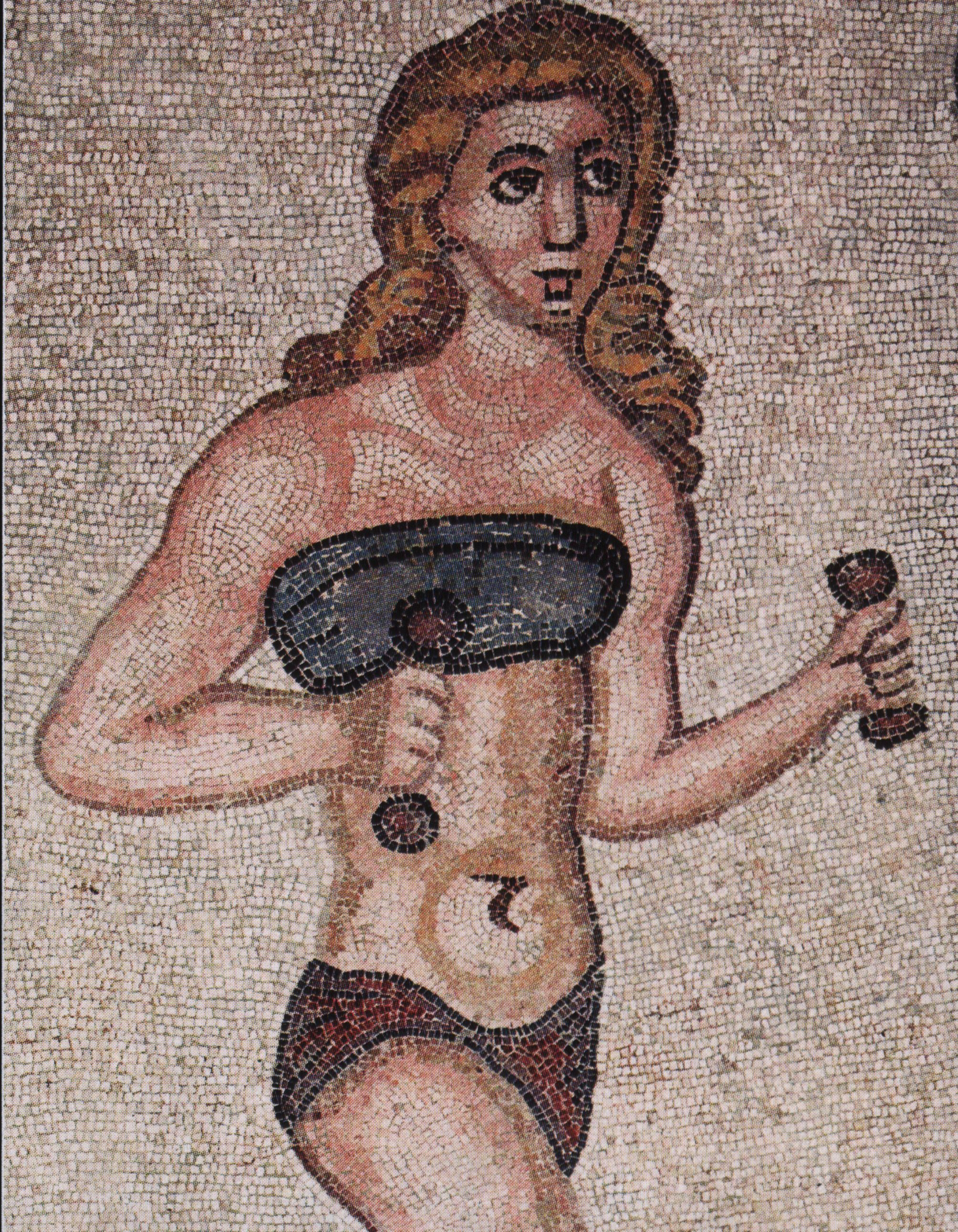
Sportlerin mit fascia pectoralis auf einem Mosaik in der Villa Romana del Casale.

Mit Fascia (Plural fasciae) bezeichnete man in der römischen Antike alle Arten von Gurten, Binden, Bändern und Bandagen. 
Insbesondere die fascia pectoralis bezeichnet das von römischen Frauen getragene, auch mamillare oder taenia genannte Busenband. Dieses diente dazu, den Busen zu halten und zu verhüllen.
Weitere Formen (die auch von Männern getragen wurden):
- fasciae crurales zum Schutz der Beine
- fasciae tibialia zum Schutz der Unterschenkel
- fasciae feminalia zum Schutz der Oberschenkel

Männer trugen fasciae aus weißem, Frauen aus verschiedenfarbigem Stoff.